# Gare de Nus
La Gare de Nus (en italien, Stazione di Nus) est une gare ferroviaire italienne de la ligne de Chivasso à Aoste, située sur le territoire de la commune de Nus, près de Fénis, dans la région autonome à statut spécial de la Vallée d'Aoste. Elle dessert notamment l'Observatoire astronomique de la Vallée d'Aoste, dans le vallon de Saint-Barthélemy.
C'est une halte voyageurs de Rete ferroviaria italiana (RFI) desservie par des trains régionaux (R) Trenitalia.

## Situation ferroviaire

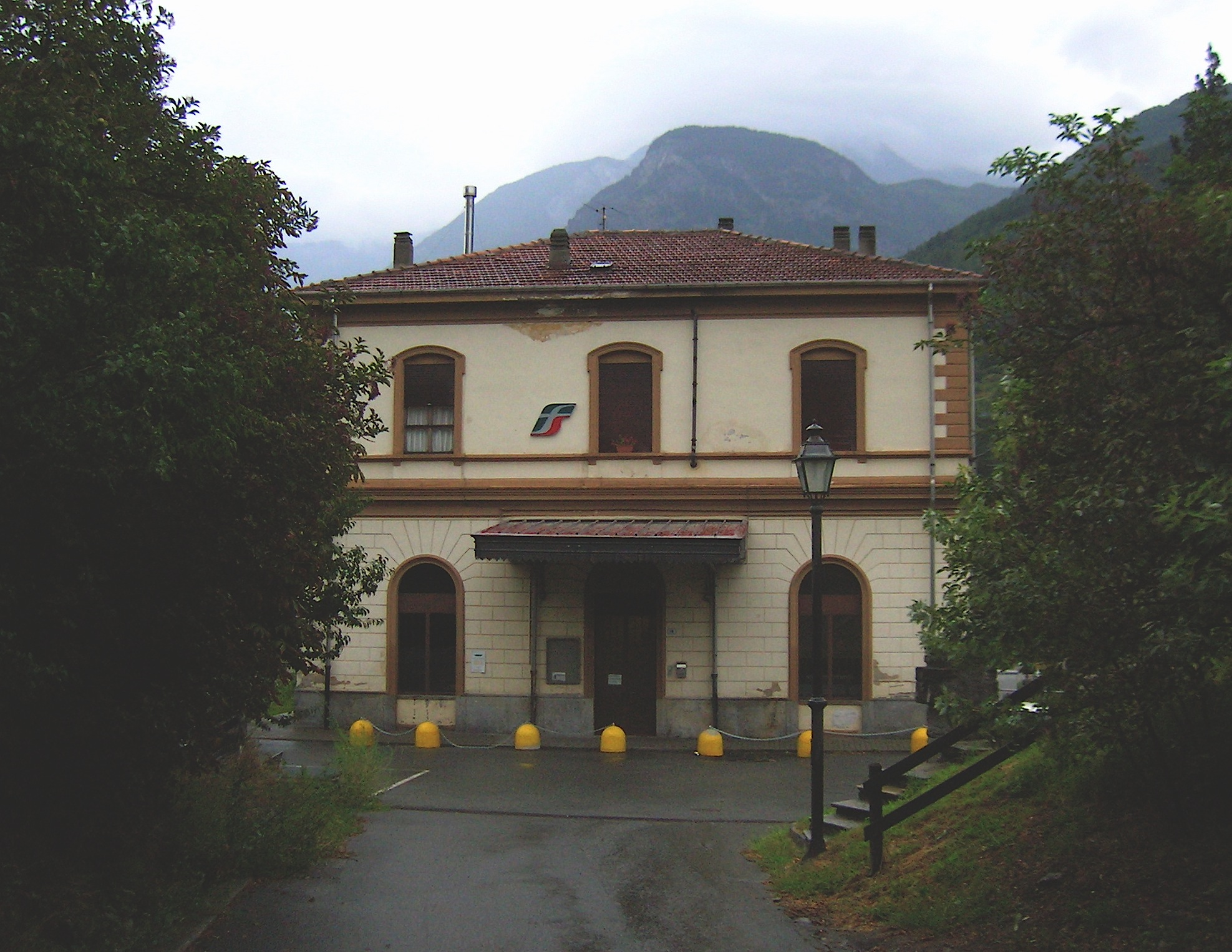
Bâtiment voyageurs et entrée de la gare.

Établie à environ 512 mètres d'altitude, la gare de Nus est située au point kilométrique (PK) 86,171 de la ligne de Chivasso à Aoste (voie unique non électrifiée), entre les gares ouvertes de Châtillon - Saint-Vincent (s'intercale la gare fermée de Chambave) et de Aoste (s'intercale les gares fermées de Quart et Saint-Marcel).
Gare d'évitement, elle dispose d'une deuxième voie pour le croisement des trains et d'une voie de service.

## Histoire
Construite par l'État, la station de Nus est mise en service le 5 juillet 1886. par la Società per le Ferrovie dell'Alta Italia.
La gare restera fermée de 2024 à 2026 dans le cadre de l'électrification de la ligne de chemin de fer.

## Service des voyageurs

### Accueil
C'est une halte voyageurs sans personnel est sans possibilités d'acheter des titres de transport qui doivent se prendre dans le train. Elle dispose de deux quais dont l'un est protégé par un auvent qui abrite un panneau d'information sur les départs et arrivées. Le quai numéro 2 est utilisé par le transit, et le quai numéro 1 pour les échanges.
Un passage de niveau planchéié permet la traversée des voies et l'accès aux quais

### Desserte
Nus est desservie par des trains régionaux Trenitalia de la relation Ivrée - Aoste.

### Intermodalité
Le stationnement des véhicules est possible à proximité. Elle est desservie par des autocars des lignes du réseau local de la haute vallée d'Aoste (SAVDA).

## Patrimoine ferroviaire
Le bâtiment principal n'est plus utilisé pour le service des voyageurs, l'étage est un domicile privé. L'ancien bâtiment pour les marchandises est désaffecté.